# カスエラ・デ・マリスコス

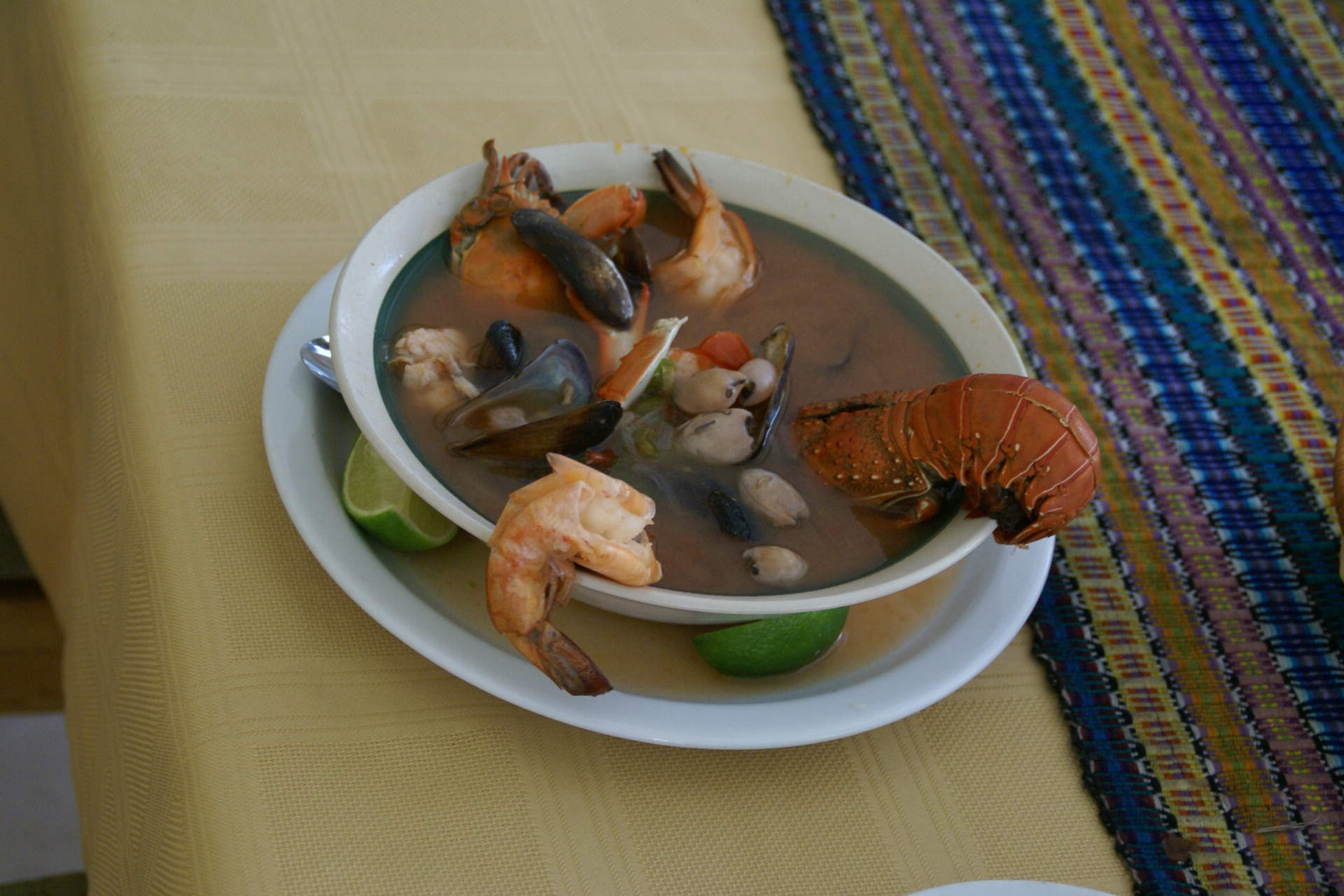
カスエラ・デ・マリスコス

カスエラ・デ・マリスコス（Cazuela de mariscos）とは、主に南アメリカ大陸の太平洋沿岸地域で作られている、海産物を主要な食材とするスープである。

## 概要
カスエラ・デ・マリスコスは、例えばコロンビアの太平洋沿岸地域や

、ペルー

、チリなどで食べられている海産物を具とするスープである

。
ただし、海産物の他にトマトなどの野菜も使用される。なお、特にペルーでは、これらの他にスープの中にサイコロ状に切ったジャガイモも加えられることがある

。

## 主な参考文献
- 広瀬 香代子 『中南米のエスニック料理入門』 千早書房 1990年12月15日発行 ISBN 4-924784-72-9